# Gjesværstappan
Gjesværstappan (Stoappo en sami septentrional) és un grup d'illes que es troba al nord del poble de Gjesvær, al municipi de Nordkapp, al comtat de Finnmark, Noruega. Les principals illes són Storstappen (283m), Kjerkestappen (166m) i Bukkstappen (92m).

## Reserva natural
L'any 1983 es va declarar una reserva natural degut a la important colònia d'ocells marins que hi viuen. Entre les espècies s'hi troben el corb marí gros, el corb marí emplomallat, la gavineta, el somorgollaire, el somorgollaire de Brünnich, el gavot i el fraret atlàntic.

## Galeria d'imatges

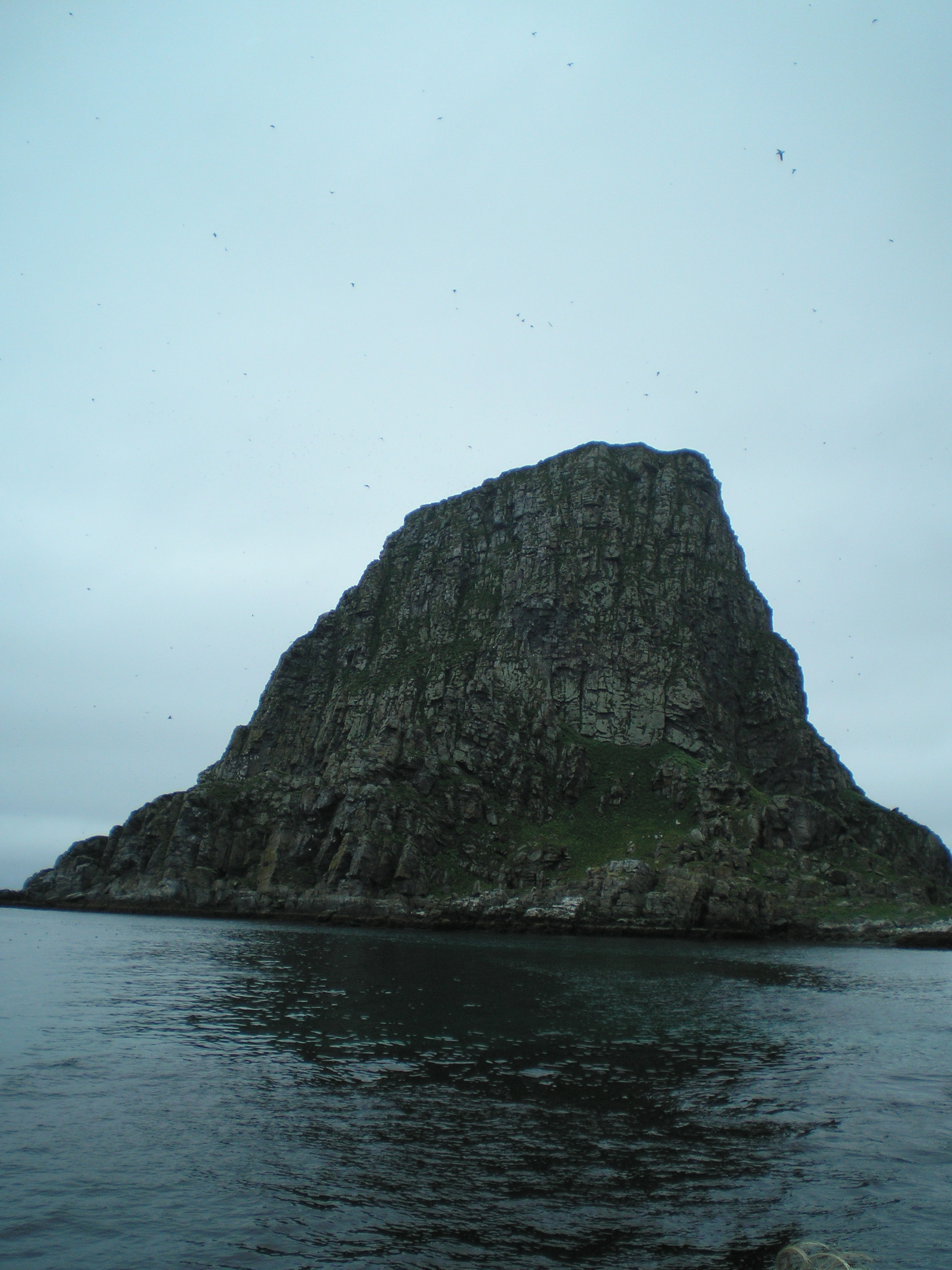
Stauren
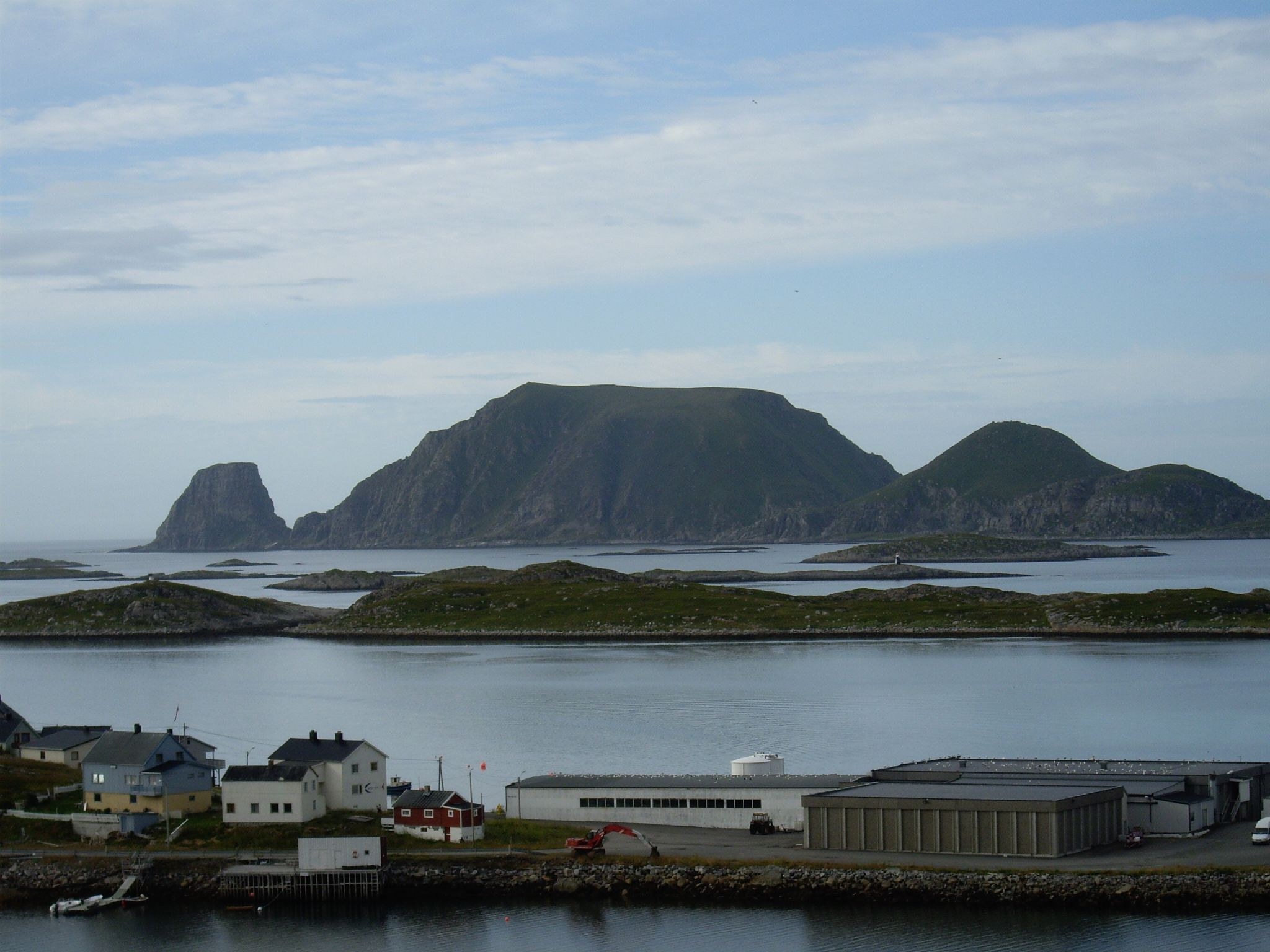
Gjesvaerstappan vist des de Gjesvær
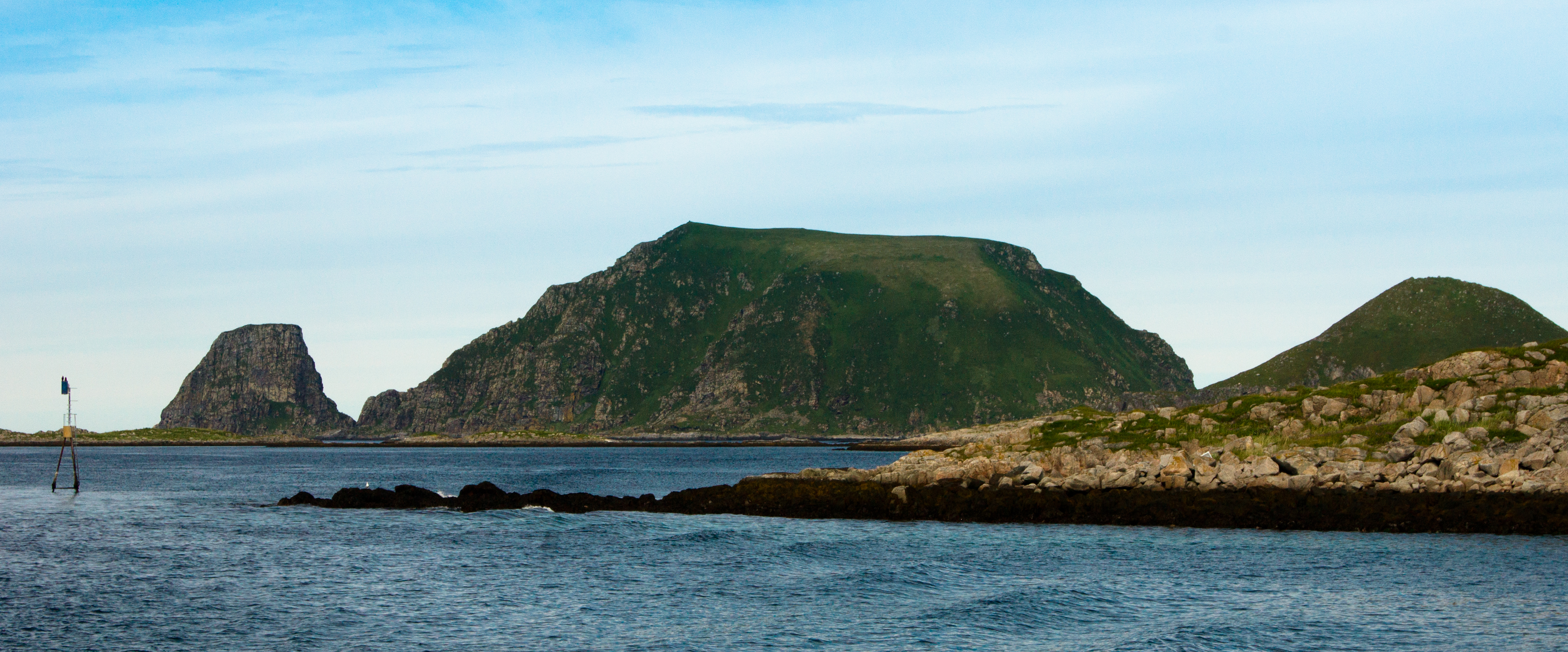
Gjesvaerstappan vist des del sud
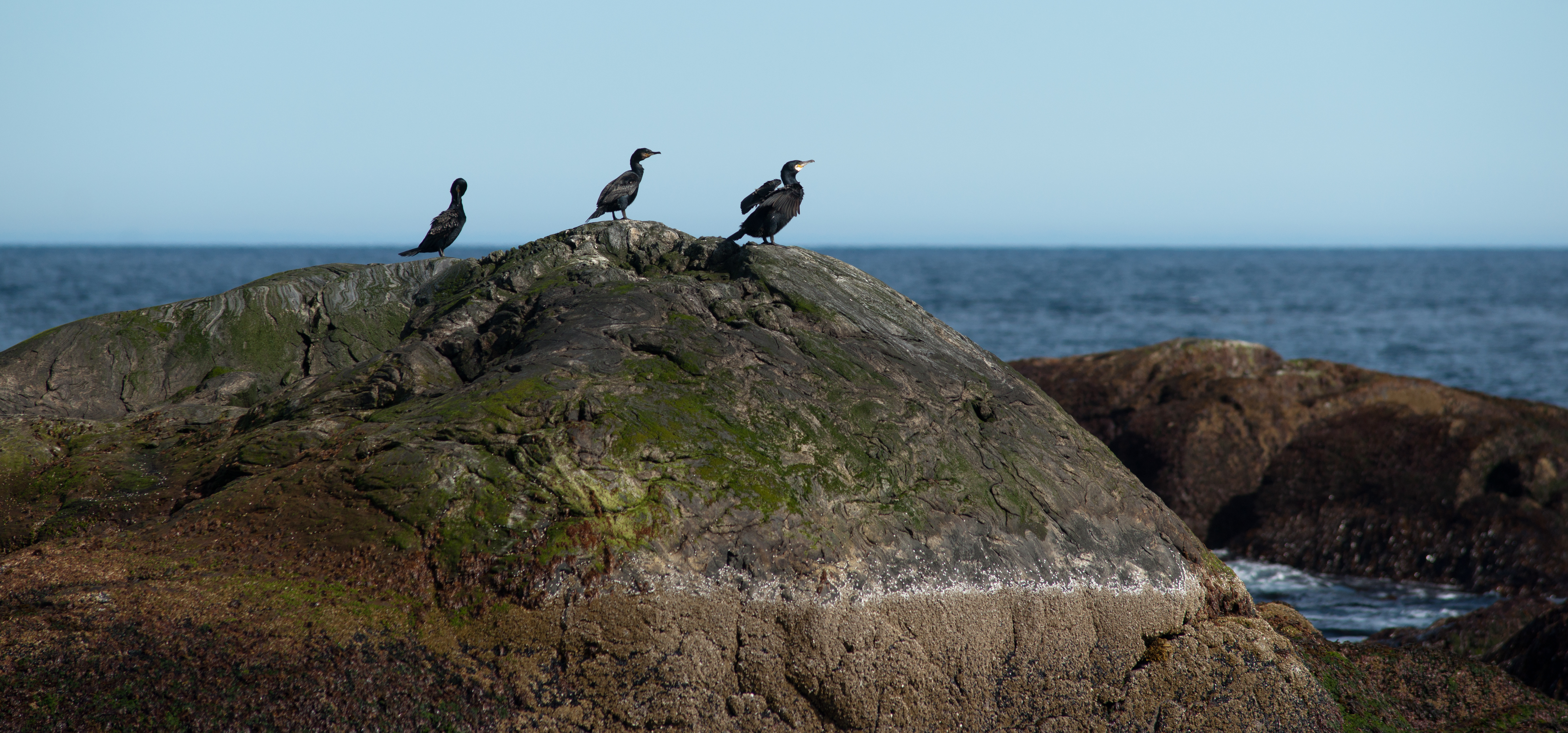
Gjesvaerstappan
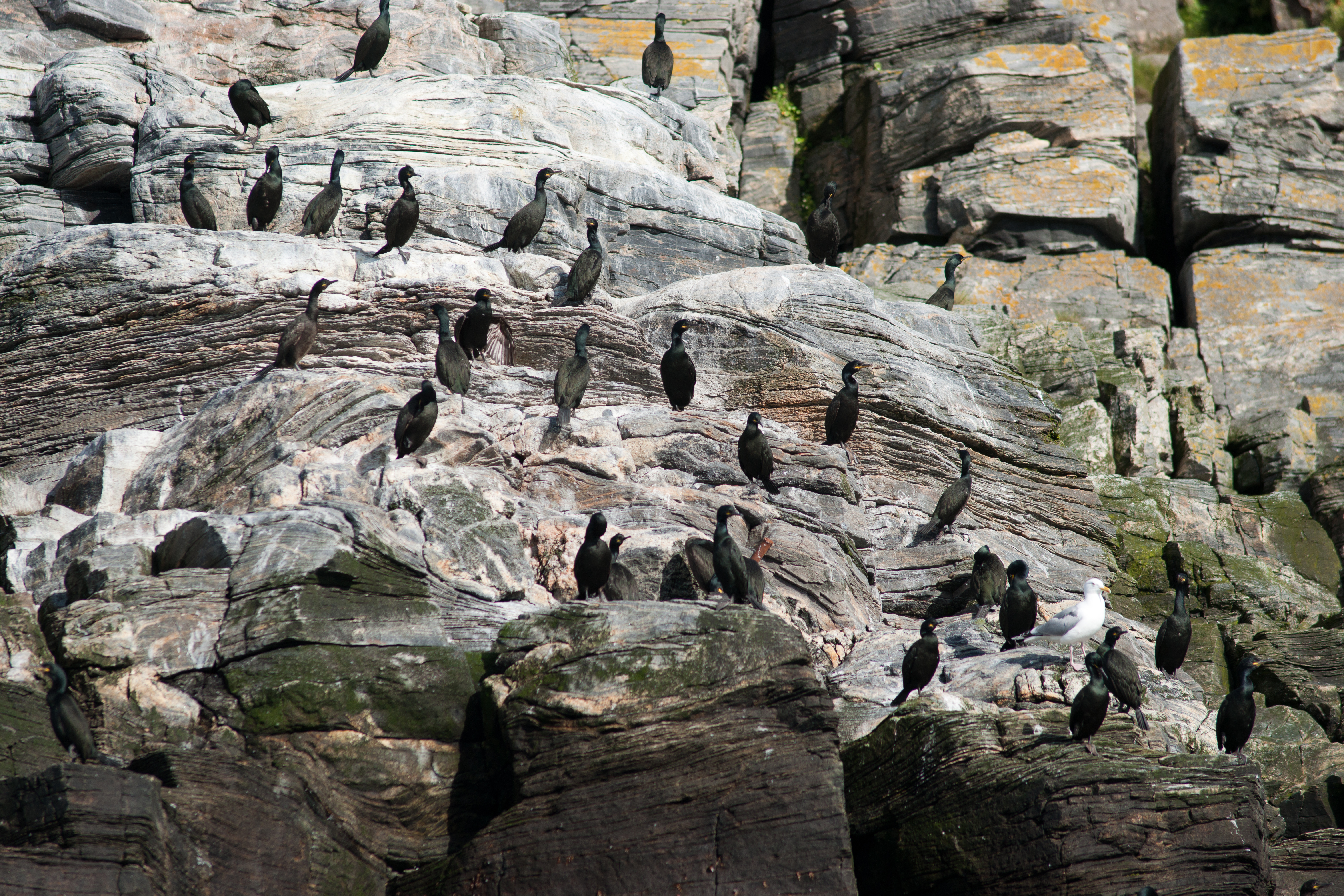
Gjesvaerstappan
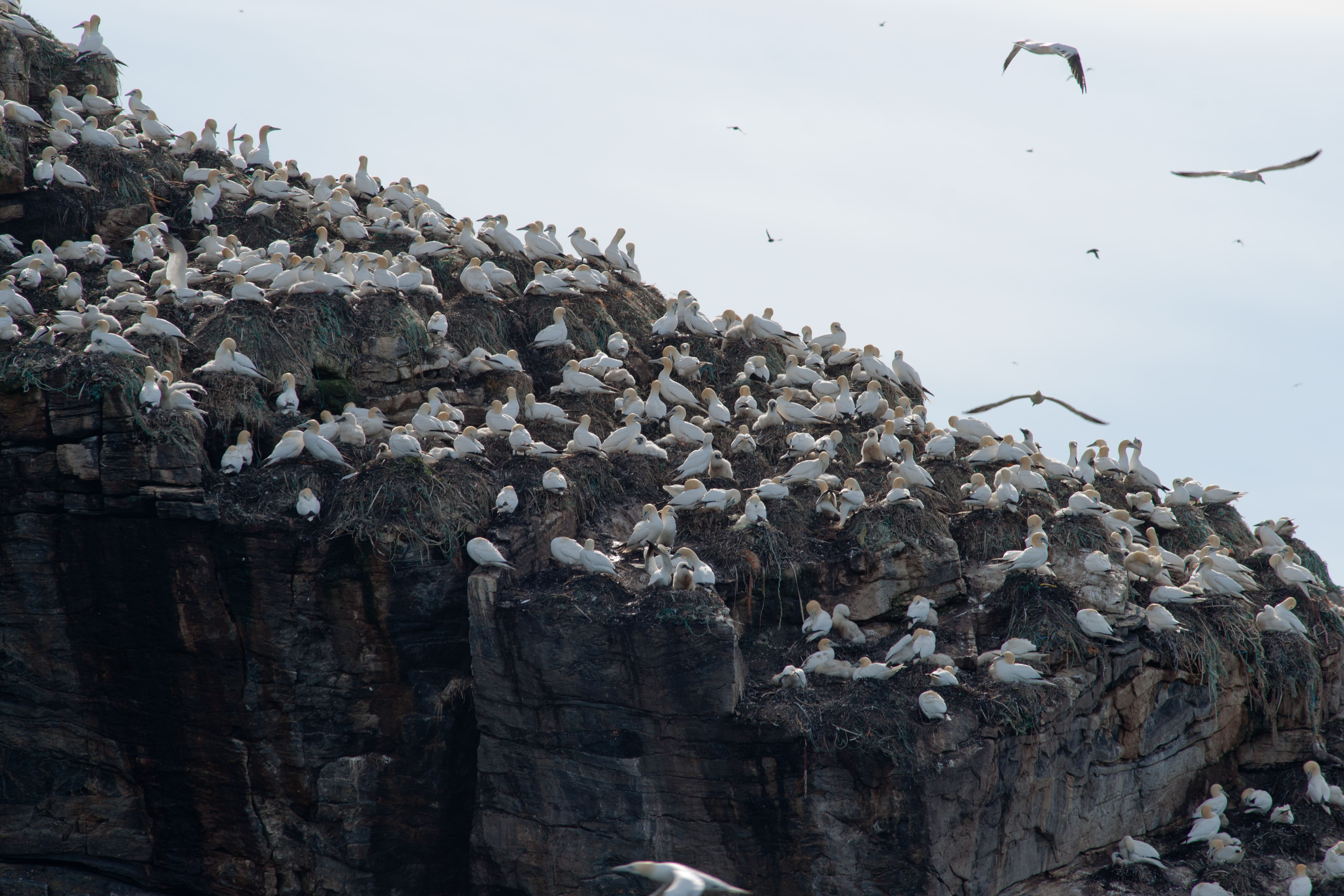
Gjesvaerstappan
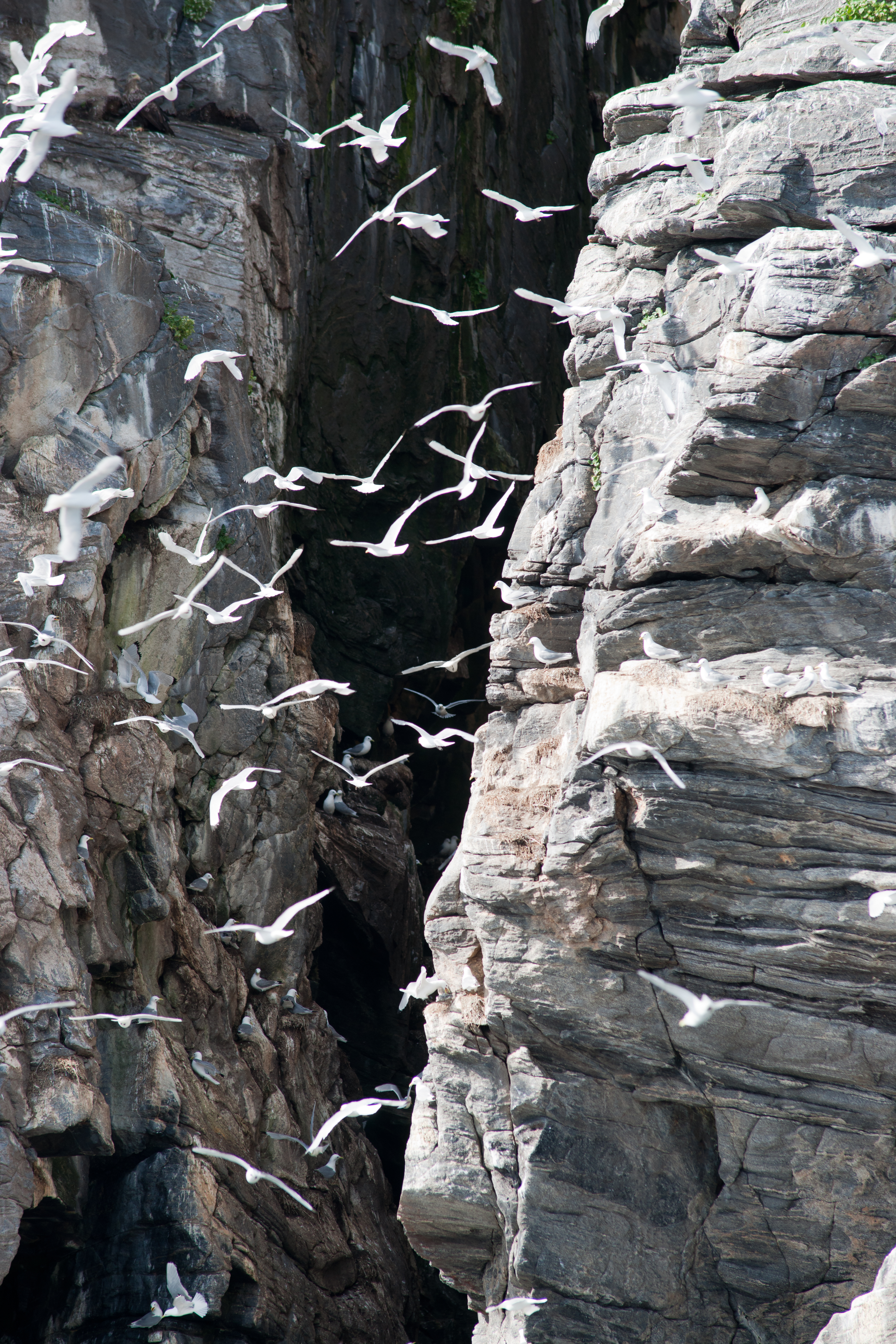
Gjesvaerstappan
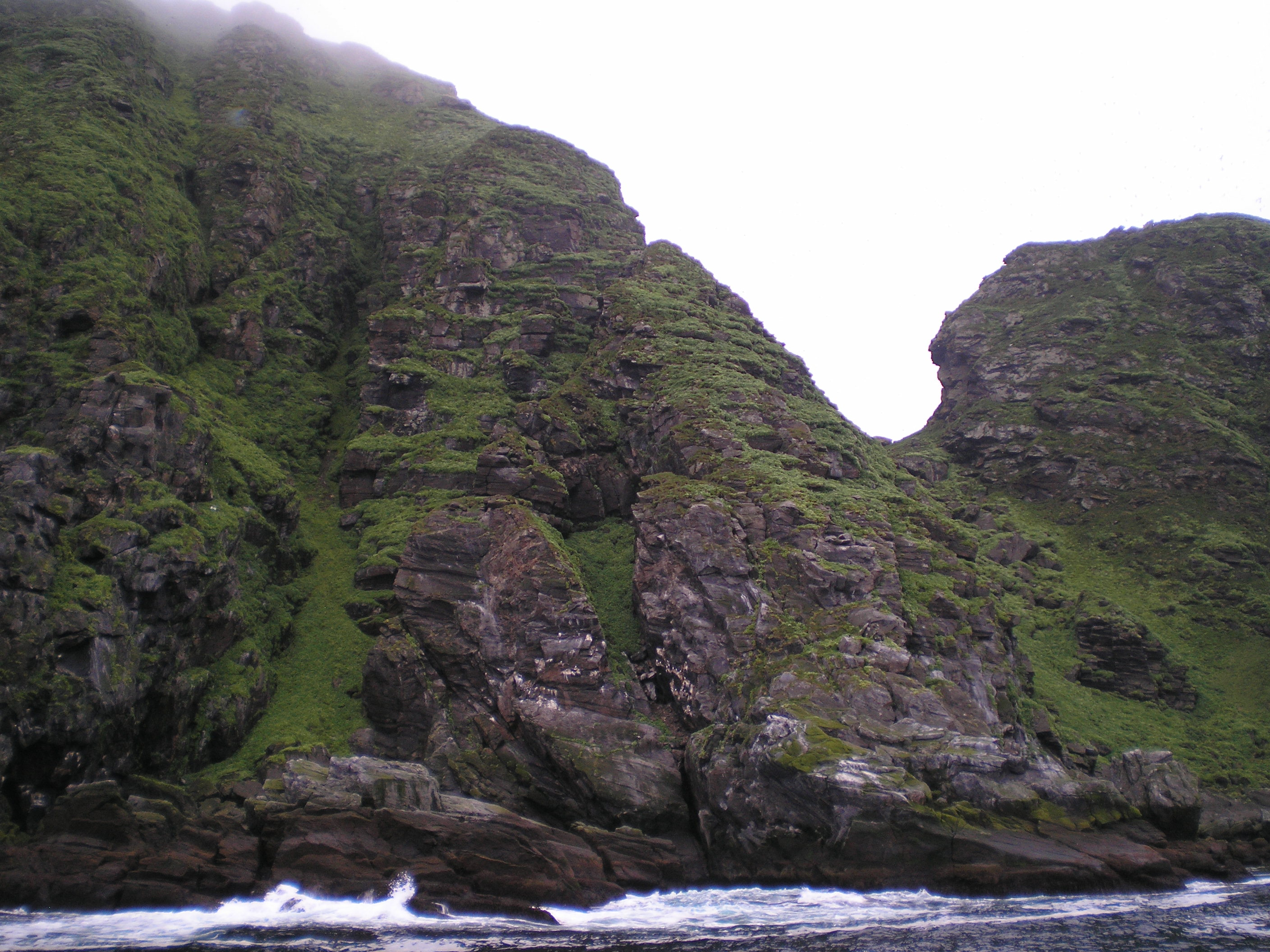
Gjesvaerstappan
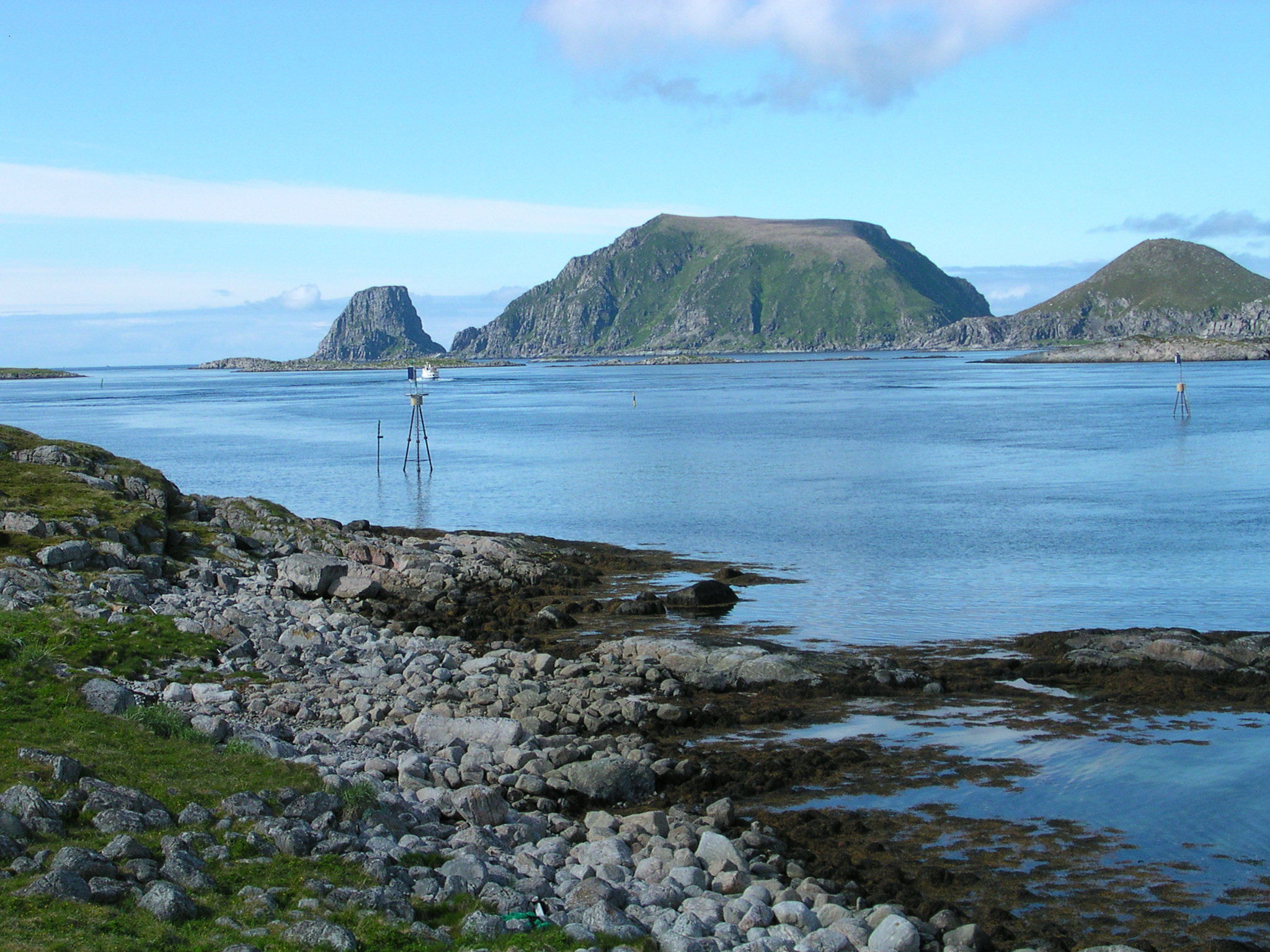
Gjesvaerstappan
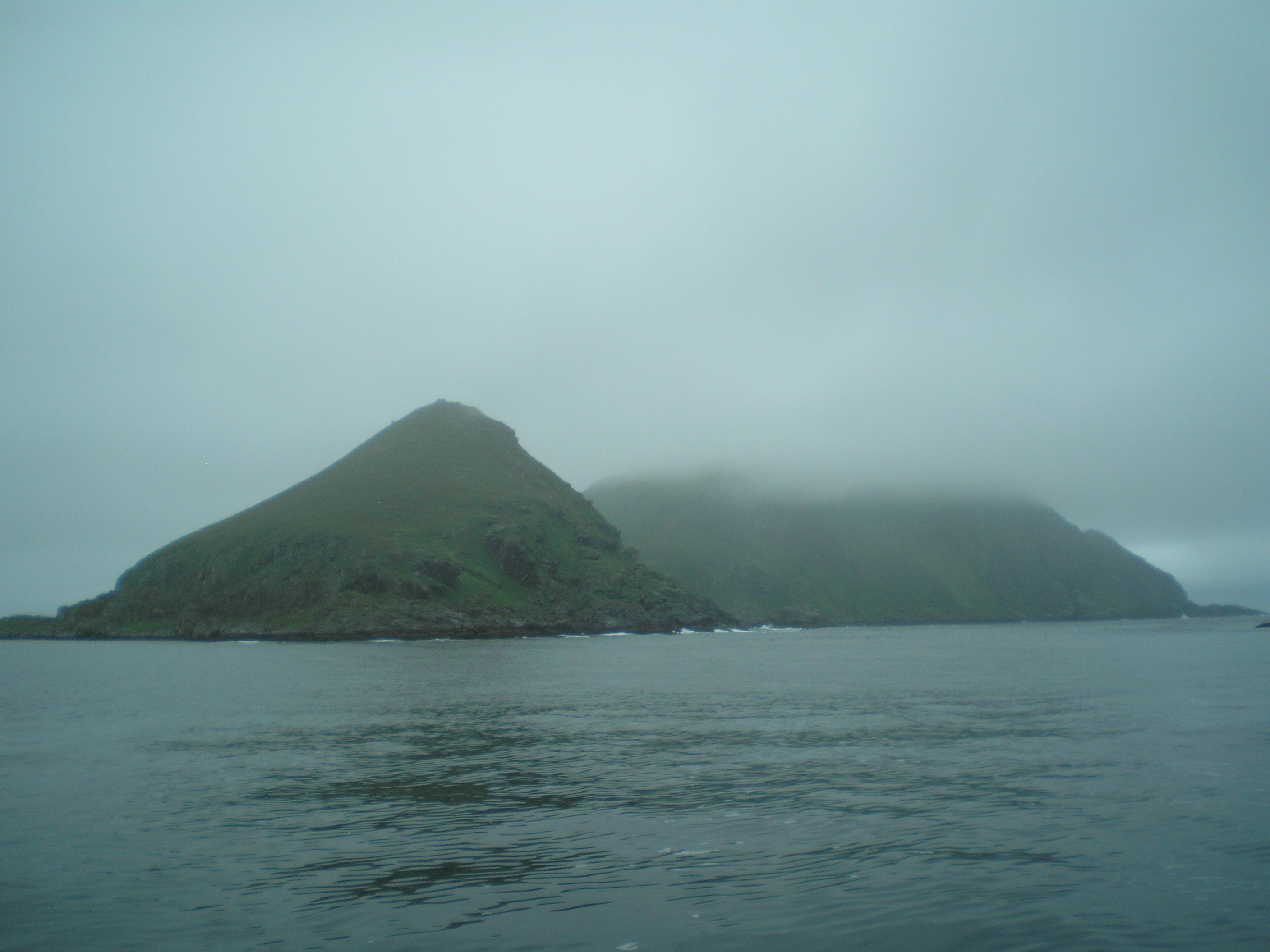
Gjesvaerstappan